# 서북철도국
서북철도국(西北鐵道局)은 1900년 서울~신의주 간의 철도를 놓기 위하여 궁내부(宮內府)에 설치한 기관이다. 1904년 폐지되었다.

## 역사
대한제국의 개항 이후 한국을 둘러싼 열강제국은 철도부설권을 두고 치열한 다툼을 벌였다. 특히 일본은 1894년부터 1898년 경부철도합동조약을 맺기까지 4여 년 동안 경부철도부설권과 소유지 및 영업권을 둘러싸고 외교전을 벌였다. 하지만 잠정 획득한 경부철도 부설권을 확정하기 위하여 대한제국 정부에 여러 차례 압력을 가했다.
위협을 느낀 대한제국은 경인철도 부설권을 미국에게, 경의철도 부설권을 프랑스에게 넘기는 한편 스스로의 힘으로 철도를 부설하려는 시도를 다각도로 펼쳤다. 이러한 노력의 일환으로 철도사가 설치되어 서울~목포 사이의 철도부설, 영남지선 철도부설 등이 계획되었다. 박기종은 대한철도회사를 발기하였고 이용익은 궁내부에 서북철도국을 설치하였다.